# 藤井雄太
藤井 雄太（ふじい ゆうた、1989年2月22日 - ）は、日本の男性声優。埼玉県出身。テアトル・エコー所属。

## 経歴
エコーアカデミー1期生準卒業。2019年からテアトル・エコーに所属。

## 出演

### テレビアニメ
- R-15（2015年、親衛隊たち）
- GO!GO!アトム（2020年）
- 迷宮ブラックカンパニー（2021年、社畜3、民1、うさぎ3、ゾンビ5）
- 七つの大罪 黙示録の四騎士（2023年 - 2024年、魔物、盗賊、村人、衛兵、捕虜 他） - 2シリーズ[一覧 1]

### 劇場アニメ
- 劇場版 そらのおとしもの 時計じかけの哀女神（2011年、男子）

### 吹き替え

#### 映画
- トーゴー（2020年、トゥリマック〈ザーン・マクラーノン〉）
- ウエスト・サイド・ストーリー（2022年、刑事3[3]）
- スプラッシュ（2022年）※Disney+版
- シング・フォー・ミー、ライル（2023年[4]）
- ホーンテッドマンション（2023年[5]）
- マダム・ウェブ（2024年[6]）
- バッドボーイズ RIDE OR DIE（2024年[7]）
- オッペンハイマー（2024年、エドワード・テラー〈ベニー・サフディ〉[8]）
- アマチュア（2025年、スレーター[9]）
- サンダーボルツ*（2025年[10]）
- ファンタスティック4:ファースト・ステップ（2025年[11]）

#### ドラマ
- ウォーキング・デッド: ワールド・ビヨンド
- ザ・テラー
- 私立探偵マグナム
- ノスフェラトゥ
- ボディガード -守るべきもの-（タヒール・マハムード〈シャブハム・サラフ〉）

#### テレビ番組
- カスタム・マスター シーズン4
- クィア・アイ シーズン5
- ゴールド・ラッシュ〜人生最後の一攫千金〜 シーズン 8 -10

#### アニメ
- インサイド・ヘッド2（ジェイク[12]）
- オクトノーツと地上のミッション（ポーニー）
- ギレルモ・デル・トロのピノッキオ[13]
- ザ・シンプソンズ（サイドショー・メル〈2代目〉、コドス〈2代目〉、アーティー・ジフ〈3代目〉、ニック・リビエラ〈3代目〉、レニエル・ウルフキャッスル〈3代目〉他）
- ソウルフル・ワールド（ウィンドスター）
- バズ・ライトイヤー[14]
- ブルーイ
- ブレイズ&モンスター・マシン（ピックル）
- マイリトルポニー: 新しい世界（アルファビットル）
- マペット・ベビー（カルロス）
- ミラベルと魔法だらけの家[15]
- モアナと伝説の海2[16]
- ロケッティア

### シリーズ一覧
1. ↑  第1期（2023年 - 2024年）、第2期（2024年）